# Conistra multiscripta
Conistra multiscripta är en fjärilsart som beskrevs av W. Warren 1911. Conistra multiscripta ingår i släktet Conistra och familjen nattflyn. Inga underarter finns listade i Catalogue of Life.